# Musée du slip
Le musée du slip est un musée consacré aux sous-vêtements de personnalités célèbres, situé dans la ville de Lessines en Belgique.

## Histoire
Créé par l'artiste situationiste Jan Bucquoy, le musée s'est d'abord installé à l’étage du café Dolle Mol en 2009 à Bruxelles, avant de fermer le 31 décembre 2015 faute de pouvoir prolonger son bail.
En septembre 2016, il rouvre dans la ville de Lessines mais est aujourd’hui à nouveau fermé.
En 2021, le musée organise une vaste « tournée mondiale » afin de faire découvrir ses différentes œuvres (200 slips originaux mais aussi des livres, lithographies, affiches et autres produits dérivés) dans différents pays du monde.
De Bruxelles à Londres en passant par Paris et New York, cette exposition ambulante doit également permettre aux organisateurs de rencontrer des personnalités pour les convaincre de céder l’un de leurs slips qui aura dû être préalablement porté et puis lavé.

## Collection
Le musée présente entre autres, sous cadre, les slips de Jean-Marc Barr, Guillaume Durand, Brigitte Lahaie, Plastic Bertrand, Jean-Michel Ribes, ou le caleçon du vice-Premier ministre belge Didier Reynders.
L'artiste expose également des œuvres à base de photos et de collages,.